# Alireza Doulatszahi
Alireza Doulatszahi (pers. علیرضا دولتشاهی; ur. 20 kwietnia 1965 w Teheranie) (transkrypcja ang. nazwiska: Doulatshahi) – irański polskoznawca, badacz z zakresu humanistyki, tłumacz, poeta i esperantysta. 
Wywodzi się po mieczu z dynastii Kadżarów jako potomek w siódmym pokoleniu najstarszego syna szacha Fath Alego, Mohammada Alego Mirzy Doulatszaha (pers. محمد علی میرزا دولتشاه; 1821-1789). Ukończył studia magisterskie w dziedzinie nauczania języka perskiego oraz licencjackie z bibliotekoznawstwa i  
informacji naukowej. Pracuje w Teheranie. W roku 2007 wybrany najlepszym naukowcem roku przez fundację Astan-e Qods-e Razawi z siedzibą w Maszhadzie.

## Działalność

### Polskoznawstwo i badania naukowe
Autor publikacji na temat historii i literatury polskiej oraz ezoterycznego odłamu szyizmu zwanego po persku horufija, a także haseł do encyklopedii irańskich z zakresu  literatury. Opracował i wydał pozycję ważną dla XX-wiecznej historii Iranu i ruchu konstytucyjnego, to jest perskojęzyczny traktat Mirzy Jusofa Mostaszār ad-Doule, Jek kalame (pol. „Jedno słowo”). Do końca 2019 roku wygłosił w Iranie i w Polsce ponad pięćdziesiąt referatów z dziedziny historii i kultury. Jako ekspert oceniał parokrotnie projekt badawcze Narodowej Biblioteki Iranu.
W lutym 2013 roku Doulatszahi był członkiem założycielskim utworzonego w Teheranie Stowarzyszenia Przyjaźni Irańsko-Polskiej (pers. انجمن دوستی ایران و لهستان Andżoman-e Dusti-je Irān wa Lahestān) i do września 2015 roku pełnił funkcję jego prezesa.

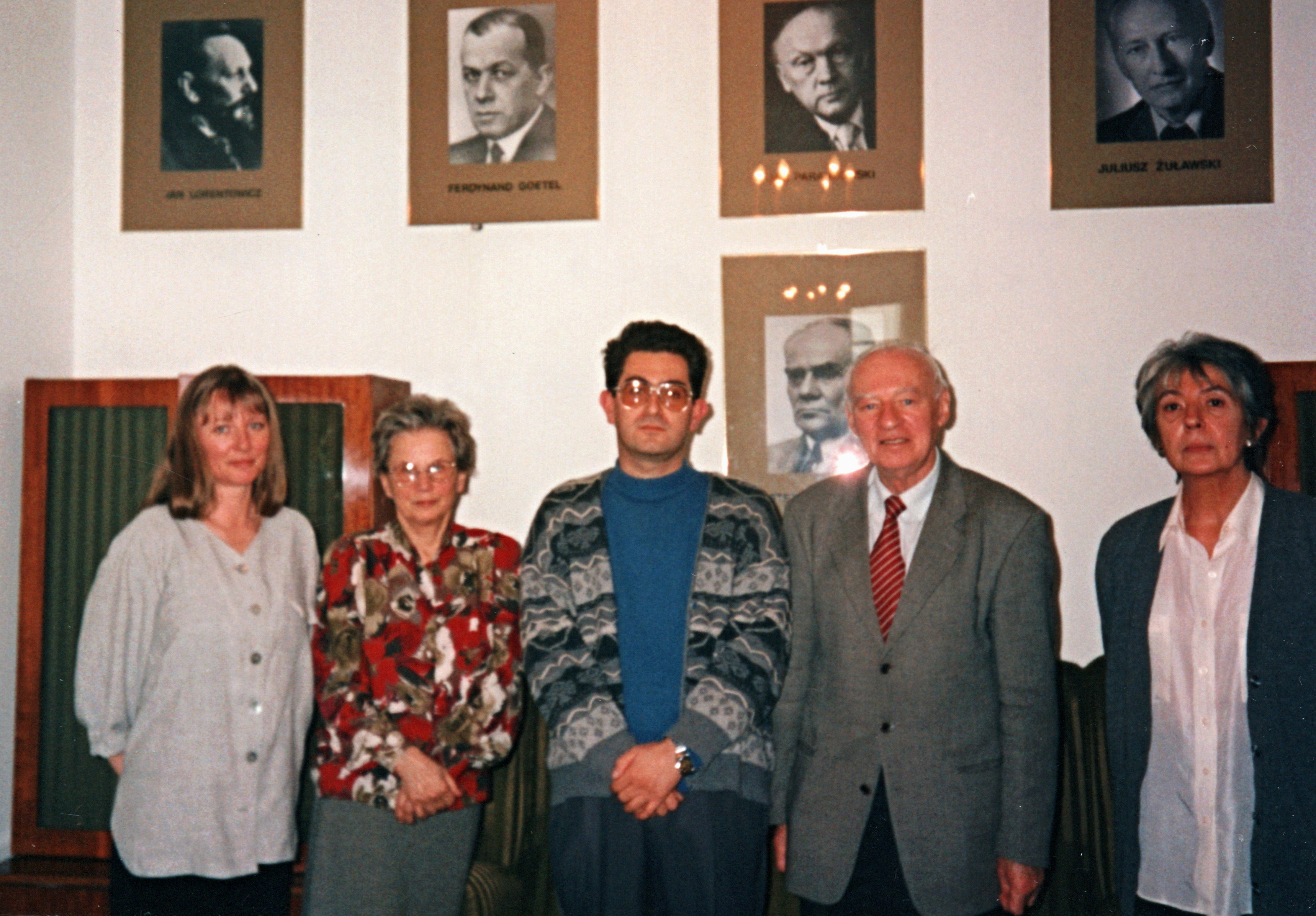
Doulatszahi z prezesem polskiego PEN-Clubu, Jackiem Bocheńskim i pracownicami Clubu, Warszawa, kwiecień 1998.

Doulatszahi jest jednym z nielicznych naukowców irańskich, specjalizujących się w  polskoznawstwie. Mimo braku w Iranie instytucji, która zajmowałaby się studiami nad Polską, od lat '90 XX wieku nieprzerwanie i niezależnie prowadzi badania nad polską historią i literaturą i popularyzuje kraj w Iranie. W 2019 roku (na okładce polskiej rok 2018) ukazał się zredagowany przez niego zbiór artykułów różnych autorów poświęcony Adamowi Mickiewiczowi. Jest to druga książka, prezentująca myśl i twórczość poety, jaka ukazała się w Iranie. Wcześniej, w setną rocznicę śmierci wieszcza, wyszedł po persku artykuł Mieczysława Jastruna z przedmową irańskiego naukowcy i literata Sa’ida Nafisjego. W 2007 roku Doulatszahi opublikował książkę pt. Lahestānian wa Irān = Polacy i Iran traktującą o historii relacji Polaków ze swoją ojczyzną.
Doulatszahi występuje w organizowanych w Teheranie konferencjach i spotkaniach dotyczących kultury polskiej. W grudniu 2019 roku podczas spotkania poświęconego "świeżej" noblistce Oldze Tokarczuk wygłosił referat na temat literatury polskiej i jej tłumaczeń na język perski.
Językiem esperanto zaczął się zajmować w 1982 roku. W pierwszych latach istnienia niezależnego irańskiego kwartalnika esperantystycznego „Pajām-e Sabzandiszān” zatytułowanego w esperanto również „Irana Esperantisto” założonego w 2002 roku regularnie do niego pisał. Prowadził między innymi serię poświęconą historii esperanta w Iranie, przedstawił postać i twórczość irańskiego poety Biżana Dżalalego. Współpracował też z czasopismem esperantystycznym „Kontakto”, zamieszczając w nim artykuł poświęcony mitologii wokół narcyzu i wokół najwyższej góry Iranu, Demawendu.

### Twórczość poetycka
Pierwszy tom poezji Doulatszahiego Qorbat-e qorbat  wyszedł w 2003 roku w Teheranie. Wcześniej jego poezje publikowane były w książce Sze'r be daqiqe-je aknun (polski Poezja tej chwili) Polski przekład jego wierszy ukazał się nakładem jego i tłumaczki z okazji spotkania z Doulatszahim w Klubie Poetyckim „To był naprawdę fascynujący wieczór”. Po polsku jego wiersze zaistniały nadto w „Przeglądzie Orientalistycznym”. Jego wiersze w esperanto ukazały się w pierwszej antologii poetów perskich piszących w tym języku zatytułowanej Versoj de Persoj (Słowacja, 2009).

## Dorobek

### Książki

#### Dzieła naukowe
- Lahestāniān wa Irān = Polacy i Iran, Teheran 1386 (2007), 241, [3] str.

#### Redakcja
- Jādnāme-je szā'er-e melli-je Lahestān Ādām Mitskiewicz. Be jād-e dewist-o-bistomin sālruz-e tawallod-e u  = Szkice o polskim wieszczu narodowym Adamie Mickiewiczu, Tehrān 1397 (2018; w rzeczywistości 2019), 98, [2] str.
- Mirza Jusof Mostaszār ad-Doule, Resāle-je mousum be: Jek kalame (pol. Traktat zwany „Jedno słowo”), Tehrān 1386 [2007], 79 str.

#### Zbiory poezji
- Qorbat-e qorbat (pol. Bliskość dalekiego),  Tehrān 1382 [2003], 95 str.
- O imionach i wiatrach (tomik dwujęzyczny, persko-polski), tłumaczyła z perskiego Ivonna Nowicka, Warszawa 1998, 23 str. (nakład własny)

#### Przekłady (wybór)
- Szymborska Wisława, Aksi az jāzdah-e septāmbr = Fotografia z 11 września,   przekład wspólnie z Ivonną Nowicką, Tehrān 1382 [2003], 144 str. (wznowienia: 2004, 200?, 2014)
- Mickiewicz Adam, Qazalhā-je Kerime = Sonety krymskie, przekład wspólnie z Ivonną Nowicką, Tehrān 1389 (2010), 79, [3], 22 str.
- Poświatowska Halina, Ej zendegi tarkam koni mimiram. «Gozine-je asz’ār» = Życie, umrę jeśli odejdziesz. (Wybór wierszy), przekład wspólnie z Ivonną Nowicką, Tehrān 1389 (2010), 93, 3 str.

### Publikacje drobne

#### Artykuły z dziedziny polskoznawstwa (wybór)
- „Polscy wykładowcy na uczelni Dar'ol-Fonun”[16]

#### Przekłady (wybór)
- Szymborska Wisława, „Szā’er wa dżahān” (polski Poeta i świat; przekład wspólnie z Ivonną Nowicką) „Negāh-e Nou” bahman 1375 [styczeń/luty 1997], Tehrān, nr 31, str. 6-12. (jest to tłumaczenie przemówienia noblowskiego poetki wygłoszonego 7 grudnia 1997 r. w Sztohkolmie)